# Бевон
Бево́н (фр. Bevons, окс. Bevonç) — коммуна во Франции, находится в регионе Прованс — Альпы — Лазурный Берег. Департамент коммуны — Альпы Верхнего Прованса. Входит в состав кантона Нуайе-сюр-Жаброн. Округ коммуны — Форкалькье.
Код INSEE коммуны — 04027.

## Население
Население коммуны на 2008 год составляло 164 человека.
| 1962 | 1968 | 1975 | 1982 | 1990 | 1999 | 2008 |
| ---- | ---- | ---- | ---- | ---- | ---- | ---- |
| 98   | 79   | 89   | 91   | 115  | 132  | 164  |

## Экономика
В 2007 году среди 111 человек в трудоспособном возрасте (15—64 лет) 83 были экономически активными, 28 — неактивными (показатель активности — 74,8 %, в 1999 году было 67,4 %). Из 83 активных работали 76 человек (43 мужчины и 33 женщины), безработных было 7 (4 мужчин и 3 женщины). Среди 28 неактивных 9 человек были учениками или студентами, 10 — пенсионерами, 9 были неактивными по другим причинам.

## Достопримечательности
- Замок Пекуль
- Церковь Сен-Жерве-Сен-Проте (XVII век)
- Часовня Фонтен
- Руины часовни Сен-Пансье (XVIII век)